# Leila Leigh
Leila Leigh (* 9. April 1975 als Leila Charles Leigh in Rom) ist eine US-amerikanische Schauspielerin.

## Karriere
Leila Leigh besuchte die Schauspielschulen Circle in the Square Theatre School, Herbert Berghof Studio und The Actors Studio. Des Weiteren machte sie ihren Bachelor-Abschluss in Englischer Literatur an der Columbia University. Im Anschluss zog sie nach Los Angeles um Schauspielerin zu werden.
1998 gab sie ihr Schauspieldebüt in der Fernsehserie Players. Für eine Episode spielte sie die Rolle der Emily. Es folgte ein Auftritt in kurzlebigen Serie Sechs unter einem Dach, bevor sie beim Regiedebüt ihres Mannes Josh Stolberg eine größere Rolle in Kids in America erhielt. Im gleichen Jahr erschien The Life Coach. Ihr Mann war wieder als Regisseur tätig und Leigh verfasste das Drehbuch und war in der Rolle der Gloria zu sehen. In der Comedy-Romanze Conception aus dem Jahr 2011, war sie als Produzentin und Darstellerin tätig.

## Filmografie (Auswahl)
- 1998: Players (Fernsehserie, eine Episode)
- 1999: Sechs unter einem Dach (Get Real, Fernsehserie, eine Episode)
- 2005: Kids in America
- 2005: The Life Coach
- 2007: Dexter (Fernsehserie, Episode 2x09 Widerstand ist zwecklos)
- 2011: Conception
- 2013: Crawlspace
- 2014: The Hungover Games
- 2021: Saw: Spiral (Spiral: From the Book of Saw)

## Privates
Leila Leigh wurde 1975 in Rom geboren. Ihre Eltern sind ein Professor und eine Bildhauerin die aus New York City stammen. Leigh ist seit dem 15. September 2001 mit dem Regisseur und Drehbuchautor Josh Stolberg verheiratet, gemeinsam haben sie zwei Söhne.